# Atzmann (Magie)
Ein Atzmann, auch Atzelmann oder Rachepuppe, ist ein magischer Gegenstand aus dem europäischen Kulturraum, der im Bildzauber verwendet wurde. Es handelt sich dabei um eine Figur meistens aus Wachs geformt, aber auch aus anderen Materialien wie Lehm, Teig oder Holz. In der mittelalterlichen Magie-Praxis versinnbildlichte sie das Ziel des Zaubers.  Man glaubte, dass alles, was man dieser Figur antäte, auch dem Menschen passieren würde, der Ziel des Zaubers war. Atzmänner wurden vor allem für Schadenszauber eingesetzt, fanden aber auch in Liebeszaubern Verwendung.
Auch die Pultträgerfiguren großer Domkirchen werden Atzmann genannt (siehe Atzmann (Lesepult)). Damit verbunden war früher die Vorstellung, es seien böse Geister, die man als Helfer dienstbar gemacht hätte.

## Etymologie
Etymologisch hängt die Silbe Atz mit dem mittelhochdeutschen Wort atzen, etzen, zusammen, das als auszehren, verzehren lassen, fressen lassen übersetzt werden kann. Ättisch bedeutet Schwindsucht. Deshalb ist davon auszugehen, dass der Atzmann ursprünglich eine Personifikation der Schwindsucht war. Einige Orte wie Atzmannsricht früher auch Atzmannsried, Atzmannsdorf und Atzmannshausen zeugen vom Eingang in den Sprachgebrauch.
Im Schwäbischen gibt es noch heute die Redewendung Jemanden einen Atzmann in den Hafen setzen, wenn man jemandem schaden will.

## Geschichte

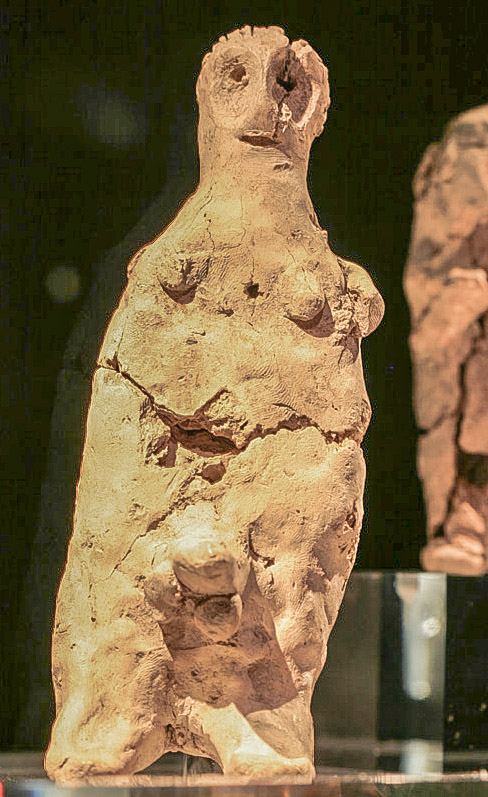
Im Heiligtum der Isis und Mater Magna in Mainz gefundene „Zauberpuppen“ (1. – 3. Jahrhundert)

Belege für den Bildzauber (lateinisch: invultuatio) mit Figuren aus Wachs oder ähnlichen Materialien sind bereits aus der Antike bekannt. Bei Ovid (43 v. Chr. – 17 n. Chr.) heißt es: „Dich hat eine Hexe dem Untergang geweiht, indem sie eine Wollpuppe durchstach“. Bei den germanischen Völkern wurden diese Figuren Atzmann genannt.
1066 soll der Erzbischof Eberhard von Trier mittels eines geschmolzenen Wachsbildes getötet worden sein. Katharina von Medici soll den Hugenottenführer Coligny und den Prinzen Condé zu töten versucht haben, indem sie in ihre Bilder Schrauben eindrehen ließ. Ab dem 13. Jahrhundert wurde der Versuch, magische Mordanschläge mit Hilfe von Abbildern auszuüben, zum festen Straftatbestand, zunächst in Südfrankreich, in Bayern 1611, in Österreich 1656. Der Glaube, einen Menschen mittels eines Abbildes töten zu können, herrschte durch das gesamte Mittelalter bis in die Neuzeit.
Ende der 1990er Jahre fand man bei Bauarbeiten in Mainz zwei Tonfiguren aus Lehm aus dem 1. – 3. Jahrhundert, die am gesamten Körper mehrere Einstichstellen aufwiesen. Diese werden heute am Fundort im Heiligtum der Isis und Mater Magna in Mainz ausgestellt. Dort werden sie als „Zauberpuppen“ bezeichnet.

## Magische Verwendung
Bei der magischen Verwendung des Atzmannes ging man davon aus, dass die Figur und die Person in einer analogischen Beziehung, einer sympathetischen Wechselbeziehung, stünden, weshalb man die Atzmänner dementsprechend bearbeitete und hoffte, die erwünschte Wirkung möge sich auf die reale Person übertragen. Manchmal wurde der Name des Opfers auf die Puppe geschrieben, um die Wirkung des Zaubers zu verstärken.
Es gibt Zeugnisse aus Hexenprozessen, die berichten, wie Atzmänner für einen Schadenszauber am Spieß gebraten, mit Nägeln versehen und mit Gift bestrichen wurden.
Es gab aber auch Atzmänner, die dem Liebeszauber dienten. Für einen Liebeszauber wurde ein Püppchen, welches den Geliebten darstellte, unter Beschwörungen dreimal um einen Altar getragen. Auch wurde das Püppchen in Brunnenwasser gebadet und von der Sonne beschienen. In diesem Zusammenhang ist der Spruch eines Fahrenden überliefert:

„Mit wunderlichen Sachen

Ler ich sie denne machen

Von Wahs einen Kobolt,

Wil sie daz er ir werde holt,

Und teufez (tauch es) in den Brunnen

Und leg in an die Sunnen.“